# The Lie (Lost)
2009. január 21-én került először adásba az amerikai ABC csatornán a sorozat 85. részeként. Edward Kitsis és Adam Horowitz írta, és Jack Bender rendezte. Az epizód Hurley centrikus.
|  | Alább a cselekmény részletei következnek! |

## 2004, a Sziget elhagyása után
A Searcher fedélzetén Az Oceanic Six tagjai éppen a kitalált történetük használatát szavazzák meg. Mindenki elfogadja, csak Hurley tiltakozik ellene, szerinte el kell mondaniuk az igazságot, Penny pedig leállíthatná az apját. A jelenlévők egyetértenek abban, hogy Charles Widmore-t semmi sem állítja meg, ezért kénytelenek lesznek hazudni. Hugo utolsó lehetőségként Sayid segítségét kéri, ám az iraki hátrahagyott társaik védelme érdekében kénytelen a történetük mellett voksolni. Reyes megjegyzi, hogy erre a pillanatra emlékezni fog, és ha Sayidnak egyszer az ő segítségére lesz szüksége, nem kapja meg.

## Külvilág, 2007
Hurley autóvezetés közben az elkábított irakit próbálja felébreszteni, de nem sikerül neki. Megkísérli bekapcsolni a biztonsági övét, ám közben elsodor a járdáról pár dobozt, egy rendőr pedig megállítja. Ez a rendőr Ana Lucia, aki azért érkezett, hogy tanácsokat adjon egykori barátjának: vegyen egy új ruhát, amin nem virít félreérthető ketchupfolt; vigye Sayidot egy biztonságos helyre; végül pedig soha ne álljon meg, ha egy rendőr arra kéri. Cortez távozik, de még visszanéz, hogy átadja Libby üdvözletét. Reyes hátratekint a kocsijuk mögé, és látja, hogy a rendőrautó már nincs sehol.

## Sziget, 1954
A túlélők tüzet próbálnak csiholni, de mindannyijukat idegesíti Frogurt hozzáállása. Juliet megvizsgálja a motorcsónakot, és úgy véli, egy darabban van. Időközben Daniel is visszatér a partra, és rögtön hozzálát új helyzetük meghatározásához. Miles felajánlja, hogy elmegy ennivalóért, Juliet pedig vízért indul.

## Külvilág, 2007
Hurley rendületlenül próbálja magához téríteni barátját, természetesen sikertelenül. Bemegy egy benzinkút boltjába, vesz magának egy új pólót, de mikor fizetni akar, az eladó elmondja, úgy érzi, valahonnan ismeri őt. Hugo a nő mögötti TV-re néz, és látja, hogy pont őt mutatják, mint a hármas gyilkosság gyanúsítottját. Az eladó közben rájön, hogy az Oceanic Six milliomosával találkozott, ezért fel is ajánl neki egy szelvényt, ám Reyes inkább fizet, és rögtön be is száll az autójukba, majd elhajt. Pár másodperc múlva Kate gurul be ugyanarra a töltőállomásra. Jacket akarja felhívni, de meggondolja magát. Ekkor a telefon megcsörren, Austen pedig meglepetten konstatálja, hogy egy régi ismerőse hívta őt fel, akit most meg is látogatnak.
Ben a szobájuk szellőzőnyílásából kivesz egy csomagot, amit el is rejt táskájában. Jack belép, és a gyógyszerei után kutat, amiket mint kiderül, Linus már eltüntetett. Benjamin kiadja Shephardnek, hogy menjen haza, pakolja be egy bőröndbe, amire szüksége van, mert már sosem fognak visszatérni. Ő addig biztonságos helyre viszi Johnt. A doki értetlenkedik, hiszen ő úgy tudja, Locke halott, de erre választ nem kap társától.
David Reyes reggelit készít magának, aztán leül a TV elé. Meghallja, hogy valaki dörömböl a hátsó ajtón. Elhúzza a függönyt, és meglepetten ismeri fel fiát, aki Sayidot cipelve be is lép a házba. Az irakit lefektetik egy kanapéra, Hugo pedig nagy vonalakban felvázolja helyzetüket. Közben a Los Angeles-i rendőrségtől megérkezik két nyomozó, akik a gyanúsított szökevény után kérdeznének. David elrejti fiát, és azt hazudja a bűnüldözőknek, hogy nem járt nála. Ezután számon kéri Hurley-n, hogy miért ölt meg három embert. Miután ezt letisztázták, amellett döntenek, hogy egy orvost kell találniuk Jarrah-nak, de kórházba semmiképpen sem vihetik, mert üldözőik ott rájuk találnának.
Kate és Aaron közben megérkeznek a titokzatos telefonhívóhoz, aki nem más, mint Sun.
Ben meglátogatja egy ismerősét egy húsboltban. Megkéri Jillt, hogy vigyázzon Locke holttestére, ezután a többi csapattárs felől érdeklődik. Jill elmondja, hogy minden a terv szerint alakul, és most ő kérdez rá Shephardre. Linus közli, magától döntött úgy, hogy melléjük áll, hiszen ő is sok dolgon ment keresztül, akárcsak ők. Benjamin búcsúzásként figyelmezteti Jillt, hogy ha Johnnak baja esik, minden, amit elterveztek, összeomlik.

## Sziget, 1954
Bernard éjszakába nyúló munka árán sikeresen meggyújtotta a tüzet, de a túlélők öröme nem tartott sokáig, mivel a fogorvos véletlenül el is fújta az első lángokat. Neil hangot ad elégedetlenségének, ezért Rose figyelmezteti, pár órája még nem is érdekelte őt a tűzrakás, úgyhogy maradjon csöndben. Charlotte odamegy a pár méterrel arrébb az eget bámuló Danielhez, és ad neki egy kis gyümölcsöt. Ezt követően elpanaszolja, hogy fáj a feje, és nem emlékszik egyes dolgokra. Dan próbálja nyugtatni, de Charlotte átlát a szitán, és rákérdez, tudja-e, mi a baja. Választ nem kap, mert egy vaddisznóval a hátán visszatér Miles, ez pedig új reményt ad az embereknek. Elmondja nekik, hogy az állat 3 órája meghalt, ő pedig rátalált. Mikor kést kér, Frogurt ironikusan közli, hogy a sütő mellett talál egyet. Aztán kitör belőle a harag, és üvöltözni kezd, hogy éhes, fáradt, megszívta, és még tüzet se tudnak csiholni. Ebben a pillanatban Neil mellkasába egy tüzes nyílvessző fúródik, a férfi pedig üvöltözve lángra lobban. Sawyer azonnal üvölt a többieknek, hogy rohanjanak a patakhoz, mivel egy valódi tűzesőbe keveredtek. Az emberek bemenekülnek az erdőbe, de a nyilak még így is felgyújtják néhányukat. Juliet próbál segíteni egyikükön, de James nem engedi, hogy kockáztassa életét, visszarohan érte, hogy együtt fussanak tovább.

## Külvilág, 2007
Hurley észreveszi, hogy a nyomozók figyelik a házukat. Apja megjegyzi, hogy csak egy őrült menekülne haza, mikor üldözik. Fel is teszi fiának a kérdést, hogy őrült-e, vagy csak hazudik. Hugo azt válaszolja, nem őrült, és jó oka van arra, hogy hazudjon. Már éppen elmondaná, mi az a bizonyos ok, amikor hazaér Carmen, és felháborodva kérdezi, mit keres egy halott pakisztáni a kanapéján. A két férfi egyből leszalad a lépcsőn, és hamar meg is győződnek róla, hogy Sayid még él, de már alig lélegzik. Gyorsan bepakolják az irakit David autójának csomagtartójába, aki el is hajt vele.
Sun és Kate baráti csevejt folytatnak. Ms. Kwon egy csecsemőkori képen megmutatja Ji Yeont, és reményét fejezi ki, hogy egyszer láthatják, ahogy Aaron és Ji Yeon együtt játszanak. Sun észreveszi, hogy Austen nincs túl jó hangulatban, rá is kérdez ennek okára. Kate elmondja, valaki rájött, hogy hazudnak, múltkor vérmintát akartak tőle és Aarontól venni, hogy meggyőződjenek róla, rokonai-e egymásnak. A koreai szerint nem a hazugságot akarták felfedni, mert azt megtették volna, hanem a gyereket akarták. Éppen ezért Kate-nek el kell intéznie őket, hiszen úgyis olyan ember, aki bármit megtenne azért, hogy a fiával maradhasson, ráadásul nehéz helyzetekben képes jó döntéseket hozni. Ekkor jeleneteket láthatunk a teherhajóról. Kate Sunnal felviteti Aaront a helikopterre, ő pedig megígéri, hogy elmegy Jinért. Jack közbelép, és visszaparancsolja őt a gépre, mivel a hajó bármikor felrobbanhat. Austen sírni kezd, és ismételten sajnálatát fejezi ki Jin haláláért. Ms. Kwon megnyugtatja, hogy nem okolja őt miatta, sőt éppen neki köszönhetik az életüket, mert lehet, hogy ha ott maradnak, ők is felrobbannak. Sun más témára vált, és Jack hogyléte felől érdeklődik.
David közben egy parkolóházban találkozik Jackkel, mivel a fia azt mondta neki, benne bízhat. A doki közli, hogy be kell vinnie Sayidot a kórházba, csak ott tudja megfelelően ellátni. Mr. Reyes megkéri Shephardöt, hogy ha ennek az ügynek vége, hagyja békén Hurley-t. Jack az irakival a kórházhoz hajt, közben pedig felhívja Bent, és elmondja neki, nála van Sayid.
Carmen odahaza a fiát kérdezgeti, hogy mégis milyen ember ez a Jarrah, ha embereket öl. Hugo megnyugtatja, hogy jó ember, csak neki is van egy másik élete. A nő még így sem érti, hogy miért akarná bárki is bántani őket. Hurley könnyekkel küszködve elmondja, hogy hazudtak mindenről. Röviden vázolja neki, hogy mi történt velük valójában, és hogy miért is mondanak mást a világnak. Az anyja pedig annak ellenére, hogy nem érti meg a tetteiket, hisz neki. Amik pedig most történnek velük, az mind a hazugságuk miatt van.

## Sziget, 1954
Sawyer és Juliet a patakhoz tartanak, amikor lépteket hallanak a közelükben. Elbújnak egy bokor mögé, és látják, ahogy felfegyverkezett emberek sétálnak el előttük. James épp afelől érdeklődik a nőnél, hogy ők a Többiek közé tartoznak-e, mikor az egyik idegen Burke-öt a hajánál fogva arrébb ráncigálja. Megjelenik még két fegyveres, az egyikük Fordot fogja le, a másik pedig fegyvert szegez rájuk, és megkérdezi, mit keresnek a szigetükön.

## Külvilág, 2007
Jack egy teremben Sayidot felkapcsolja a megfelelő műszerekre, aztán a szükséges gyógyszerekért nyúl. Látja, hogy nem használt az injekció, ezért egy kis lámpával a pupillákat kezdi vizsgálni. Az iraki ekkor felébred, és fojtogatni kezdi orvosát. Shephard pár másodperc múlva sikeresen leállítja, megnyugtatja, hogy csak ő az, Hurley apja vitte el hozzá. Jarrah Hurley holléte után érdeklődik. A doki elmondja, hogy otthon van az anyjával. Sayid megkérdezi, tudja-e még valaki, hol van Hugo.
Hurley épp ételt melegít magának a mikrohullámú sütőben, mikor megjelenik Ben. Hugo ijedtében hozzávágja vacsoráját, de célt vét, és a falat találja el. Elküldi a látogatóját, de Benjamin azt szeretné, ha vele tartana. Ki tudná vinni, ő is úgy ment be a házba, hogy a nyomozók nem vették észre. Reyes közli, Sayid figyelmeztette vele kapcsolatban, erre Linus mosolyogva elmondja, Jack szólt neki, hogy Jarrah vele van, másképpen nem is tudna róla. Hurley keményen ellenáll, szerinte csak manipulálni próbálja őt, nem bízhat benne. Ben elismeri, nem könnyű megbízni benne, de mivel mindegyikük ugyanazt akarja, felkeresték, és a segítségét kérték. Reyes rákérdez, hogy mi az a bizonyos dolog, és amikor meghallja, hogy visszatérni a Szigetre, ahol minden szenvedésük véget érhet, pár pillanatra elérzékenyül. Aztán eszébe jut, mit mondott neki Sayid Benjaminról, ezért kirohan az utcára a nyomozók elé, és feladja magát, beismeri az általa el nem követett gyilkosságokat, így letartóztatják. Linus ezt végignézi, majd visszasétál a házba.

## Sziget, 1954
A támadók azzal fenyegetőznek, hogy levágják Juliet karjait, ha Sawyer nem mondja el, hogyan és hányan kerültek a Szigetre. Egyik kezét már majdnem lecsapja az egyik ember, mikor hirtelen valaki fejbe dobja egy kővel. A második idegent is fejen találja egy kő, a harmadikat pedig James kezdi el ütni. Az egyik támadó felkel, és Ford felé indul, de pár lépés után egy kés repül a hasába. Juliet időközben elszedi az egyik földön fekvő fegyverét, majd a fák közül közeledő segítőre céloz. A sötétből előlép Locke, kiveszi áldozata testéből a kését, aztán üdvözli barátait.

## Külvilág, 2007
Egy kámzsás alakot láthatunk, amint egy táblára matematikai és fizikai számításokat irkál. Mögötte egy hatalmas Foucault-inga vonalakat húz egy óriási kilapított Föld térkép egy bizonyos csendes-óceáni részébe (a vonalak egy pontban metszik egymást). A csuklyás leül egy számítógéphez, ami különböző adatsorokat, majd a Csendes-óceánt és annak néhány pontját mutatja. Bevisz néhány utasítást, ekkor a képernyőn megjelenik egy felirat: Event Window Determined (eseményablak meghatározva). Ezt követően a titokzatos alak felmegy egy lépcsőn a templom felszíni részébe, ahol már Ben várja őt. Ekkor bizonyosodhatunk meg róla, hogy a kámzsás alak egy nő. Benjamin megkérdezi, hogy sikerrel járt-e, és mikor megkapja az igenlő választ, az első pár pillanatban nem hisz a fülének. A nő is visszakérdez, hogy ő sikerrel járt-e. Linus magyarázkodni kezd, hogy akadt néhány problémája. Az idős hölgyet ez nem érdekli, kijelenti, hogy már csak 70 órájuk van. Ben ezen meglepődik, és több időt kérne. A nő megfordul, és meglátjuk az arcát: ő Ms. Hawking, aki Desmondnak a 3x08-ban felfedte a jövőt. Elmondja, lényegtelen, mennyi időre van szüksége Benjaminnak, ennyit kapott. Linus ijedten visszakérdez, hogy mi történik, ha nem megy vissza minden ember a határidőn belül. Ms. Hawking válasza: "Akkor Isten irgalmazzon nekünk!"
|  | Itt a vége a cselekmény részletezésének! |